# Automeropsis
Automeropsis este un gen de molii din familia Saturniidae. 

## Specii
- Automeropsis umbrata (Boisduval, 1875)